# Live at the Rainbow '74
| 전문가 평가  | 전문가 평가 |
| 평가 점수    | 평가 점수   |
| 출처         | 점수        |
| ------------ | ----------- |
| Classic Rock | 8/10        |
| Mojo         | [ 2 ]       |
| PopMatters   | 9/10        |

《Live at the Rainbow '74》는 2014년 9월 8일에 발매된 영국의 록 밴드 퀸의 라이브 음반이다.

## 배경
이 음반은 싱글 CD, 더블 CD, DVD, SD 블루레이, 쿼드러플 바이닐 형식으로 발매되었으며, 재현 투어 기념품을 포함한 디럭스 박스 세트도 포함되어 있다. 싱글 디스크와 비디오 에디션에는 1974년 11월 19일과 20일, 런던 레인보우 극장에서 라이브로 녹음된 밴드의 《Sheer Heart Attack》 투어 콘서트가 포함되어 있으며, 더블 CD와 바이닐 발매에는 이 자료와 함께 3월 31일, 《Queen II》 투어의 일환으로 레인보우에서 녹음된 콘서트가 포함되어 있다. DVD와 블루레이에는 이전 《Queen II》 콘서트의 보너스 트랙 4곡도 포함되어 있다.
이 비디오 영상은 이전에 11월 공연의 영상을 포함한 30분짜리 영화 《라이브 앳 더 레인보우》로 공개되었다. 1970년대와 1980년대에는 레드 제플린과 핑크 플로이드의 긴 콘서트 영화와 영국 영화관에서 《죠스 2》가 개봉하는 등 영화의 오프닝으로 영화관에서 상영되었다. 11월 공연의 더 많은 영상은 1992년 5월 26일, 《Box of Tricks》 박스 세트의 일부로 VHS에 나중에 공개되었지만, 이 영상은 크게 오버더빙되었다. 2014년 개봉에서는 오버더빙의 대부분을 제거했지만 일부 지역에서는 음정 보정을 사용했다. 이는 3월 콘서트에도 적용되었다.

## 곡 목록
| #   | 제목                                    | 작사·작곡                     | 재생 시간 |
| --- | --------------------------------------- | ----------------------------- | --------- |
| 1.  | 〈Procession〉                          | 브라이언 메이                 | 4:36      |
| 2.  | 〈Now I'm Here〉                        | 메이                          | 5:00      |
| 3.  | 〈Ogre Battle〉                         | 프레디 머큐리                 | 5:31      |
| 4.  | 〈Father to Son〉                       | 메이                          | 5:55      |
| 5.  | 〈White Queen (As It Began)〉           | 메이                          | 5:34      |
| 6.  | 〈Flick of the Wrist〉                  | 머큐리                        | 4:07      |
| 7.  | 〈In the Lap of the Gods〉              | 머큐리                        | 3:20      |
| 8.  | 〈Killer Queen〉                        | 머큐리                        | 1:26      |
| 9.  | 〈The March of the Black Queen〉        | 머큐리                        | 1:36      |
| 10. | 〈Bring Back That Leroy Brown〉         | 머큐리                        | 1:41      |
| 11. | 〈Son and Daughter〉                    | 메이                          | 3:45      |
| 12. | 〈Guitar Solo〉                         | 메이                          | 4:41      |
| 13. | 〈Son and Daughter (Reprise)〉          | 메이                          | 2:41      |
| 14. | 〈Keep Yourself Alive〉                 | 메이                          | 2:23      |
| 15. | 〈Drum Solo〉                           | 로저 테일러                   | 0:51      |
| 16. | 〈Keep Yourself Alive (Reprise)〉       | 메이                          | 1:23      |
| 17. | 〈Seven Seas of Rhye〉                  | 머큐리                        | 3:30      |
| 18. | 〈Stone Cold Crazy〉                    | 머큐리, 메이, 테일러, 존 디콘 | 2:40      |
| 19. | 〈Liar〉                                | 머큐리                        | 8:39      |
| 20. | 〈In the Lap of the Gods... Revisited〉 | 머큐리                        | 4:10      |
| 21. | 〈Big Spender〉                         | 사이 콜먼, 도로시 필즈        | 1:31      |
| 22. | 〈Modern Times Rock 'N' Roll〉          | 테일러                        | 3:12      |
| 23. | 〈Jailhouse Rock〉                      | 제리 리버, 마이크 스톨러      | 4:10      |
| 24. | 〈God Save the Queen〉                  | 민요, 메이 (편곡)             | 1:18      |